# Shore Acres State Park
Shore Acres State Park ist ein 301 ha großer State Park im Coos County im US-Bundesstaat Oregon.

## Geographie
Der Park liegt am Cape Arago Highway etwa 22 km südlich von Coos Bay auf einer Sandsteinklippe hoch über dem Pazifik und enthält den 20.000 m² großen botanischen Garten Shore Acres.

## Geschichte
Gegen Ende des 19. Jahrhunderts wurde das Gelände teilweise landwirtschaftlich genutzt. 1899 erwarb der Holzbaron Louis J. Simpson  das Gelände und ließ dort 1906 ein luxuriöses Sommerhaus und die Gartenanlagen errichten. Das hölzerne Sommerhaus brannte 1921 ab und wurde bis 1928 neu erbaut. Aufgrund finanzieller Schwierigkeiten verkaufte Simpson 1942 das Gelände an den Staat Oregon. Während des Zweiten Weltkriegs diente das Gelände als militärischer Beobachtungsposten. Nach dem Zweiten Weltkrieg war das Sommerhaus stark restaurierungsbedürftig, so dass es 1948 abgetragen wurde. Die aufwändige Gartenanlage verfiel, bis sie ab 1970 wieder restauriert wurde. Bis 1980 wurde der Park durch Ankäufe auf die heutige Größe erweitert. Der State Park wird seit Mitte der 1980er Jahre von einem eigenen Förderverein unterstützt.

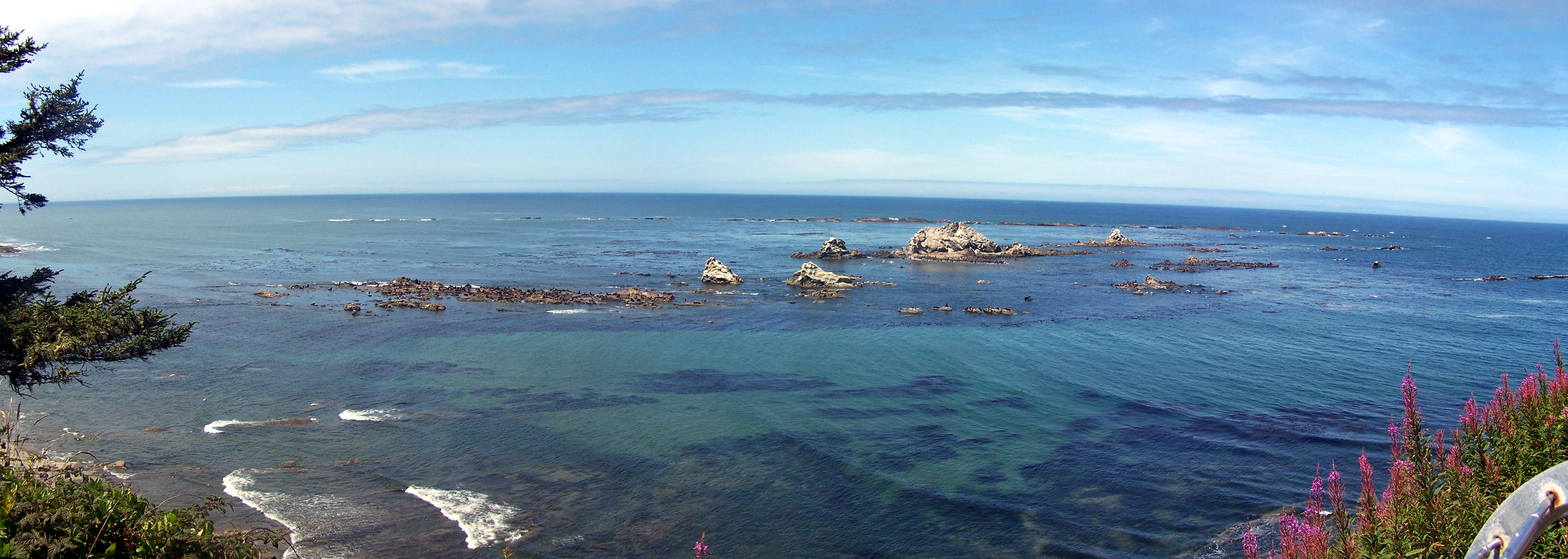
Simpson Reef

## Touristische Anlagen
Der Besuch des Parks ist gebührenpflichtig. Der Garten bietet Spazierwege durch formal angelegte Rosen-, Tulpen- und Rhododendrongärten sowie um einen japanischen Teich. Nahe dem ehemaligen Gärtnerhaus steht die höchste Monterey-Kiefer Oregons. Von der 20 m hohen Klippe, wo früher das Sommerhaus Simpsons stand, bietet sich ein weiter Blick auf den Ozean, von einer südlich des Parks gelegenen Aussichtsplattform können Seehunde, Kalifornische Seelöwen und Nördliche See-Elefanten auf dem Simpson Reef, einem zum Oregon Islands National Wildlife Refuge gehörenden Felsriff, beobachtet werden. Eine touristische Attraktion sind die Shore Acres Holiday Lights, wenn zwischen Thanksgiving und Neujahr der Garten mit tausenden von Lichtern und beleuchteten Skulpturen verziert wird.
Etwa 1,5 km nördlich liegt der Sunset Bay, etwa 1,5 km südlich der Cape Arago State Park. Die drei State Parks sind mit einem Wanderweg untereinander verbunden, der auch Teil des Oregon Coast Trail ist.